# Lucio Apustio
Lucio Apustio (in latino Lucius Apustius; fl. III-II secolo a.C.) è stato un generale romano.

## Biografia
Fu legato del console Publio Sulpicio in Macedonia nel 200 a.C. e fu un ufficiale molto attivo nella guerra contro Filippo V di Macedonia.
Successivamente nel 190 a.C. fu legato del console Lucio Cornelio Scipione e fu ucciso quello stesso anno in uno scontro in Licia.